# Сухопутні війська Афганістану
Афганська національна армія — основний вид збройних сил Ісламської Республіки Афганістан.
Сучасні збройні сили створені за допомогою військових інструкторів США і НАТО після повалення режиму талібів у 2001 році. Головнокомандувачем є президент Афганістану, штаб-квартира розташовується в Кабулі. Станом на червень 2012 року, діючі збройні сили налічували близько 200 тисяч чоловік; передбачається доведення їх чисельності до 260 тисяч до 2015 року. Афганістан має статус «основного союзника поза НАТО» з 2012 року.

## Історія

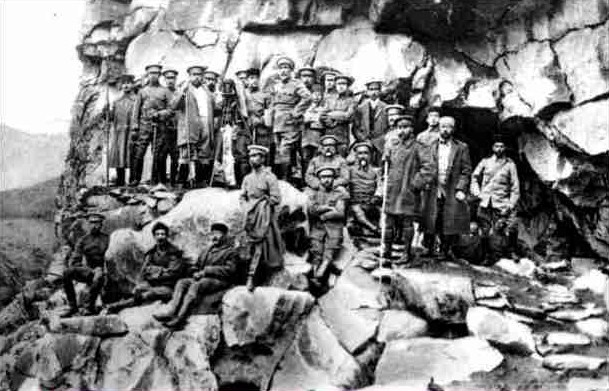
Король Хабіблуа-хан з військовими Афганістану на поч. 1900 р.

Формування регулярної армії європейського зразка розпочалося наприкінці XIX століття за часів правління короля Абдур-Рахмана (1880–1901 рр.) із введенням системи комплектування під назвою «хашт нафарі». Дана система полягала в тому, що на дійсну військову службу в обов'язковому порядку призивали кожного восьмого чоловіка у віці від 20 до 40 років. Одночасно з цим створювалися організаційно-штатні формування сучасного типу: дивізії, бригади, полки. У Кабулі було організовано перший військово-навчальний заклад — Військова школа з шестирічним терміном навчання, куди приймалися хлопчики у віці від 10 до 15 років. Викладачами в ній працювали турки-іммігранти, деякі з яких були колишніми офіцерами армії Туреччини. До початку Третьої англо-афганської війни 1919 в складі армії не було ні авіації, ні бронеавтомобілів, ні танків, автоматична зброя і сучасна скорострільна артилерія практично були відсутні. Ситуація практично не змінювалася до 1956 р., коли недружні дії Пакистану на південному та південно-західному кордоні підштовхнули короля Захір-шаха ухвалити рішення про модернізацію армії, яка полягала в її реорганізації та оснащенні новим озброєнням і технікою. Враховуючи все більше військово-технічне та військово-політичне співробітництво Ісламабаду з США, король звертається за допомогою до Радянського Союзу.

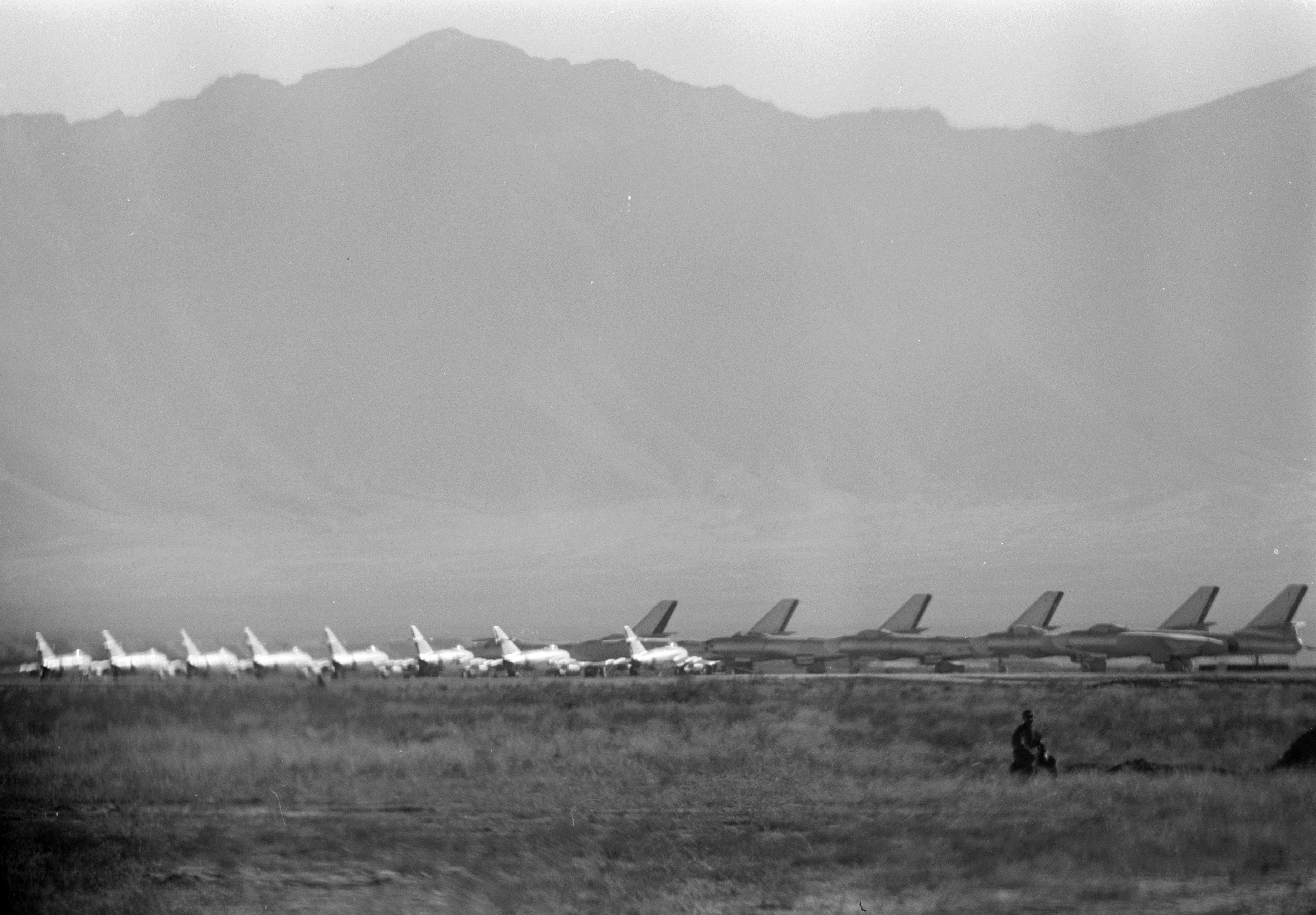
МІг-15 та Іл-28 повітряних сил Афганістану у 1959 р.

З середини 50-х років XX століття СРСР, направляє до Афганістану військових радників, відкриває свої військово-навчальні заклади для афганських слухачів і курсантів, надає допомогу в створенні військово-навчальних закладів в Кабулі. Починаються поставки найсучаснішого на той момент озброєння і військової техніки: танків Т-54, бронетранспортерів БТР-60 та бойових машин піхоти БМП-1, ствольної і реактивної артилерії, в тому числі РСЗВ БМ-21 «Град», реактивних бойових літаків МіГ-17, Іл-28, МіГ-21 і бойових вертольотів. Одночасно з цим Захір-шах прагне підпорядкувати племінні збройні формування центральній владі.

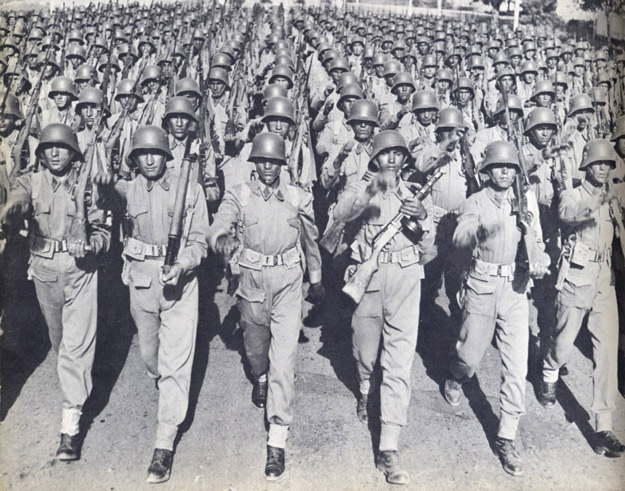
Солдати Афганської армії, 1950-і, одягнені у культовий Stahlhelm

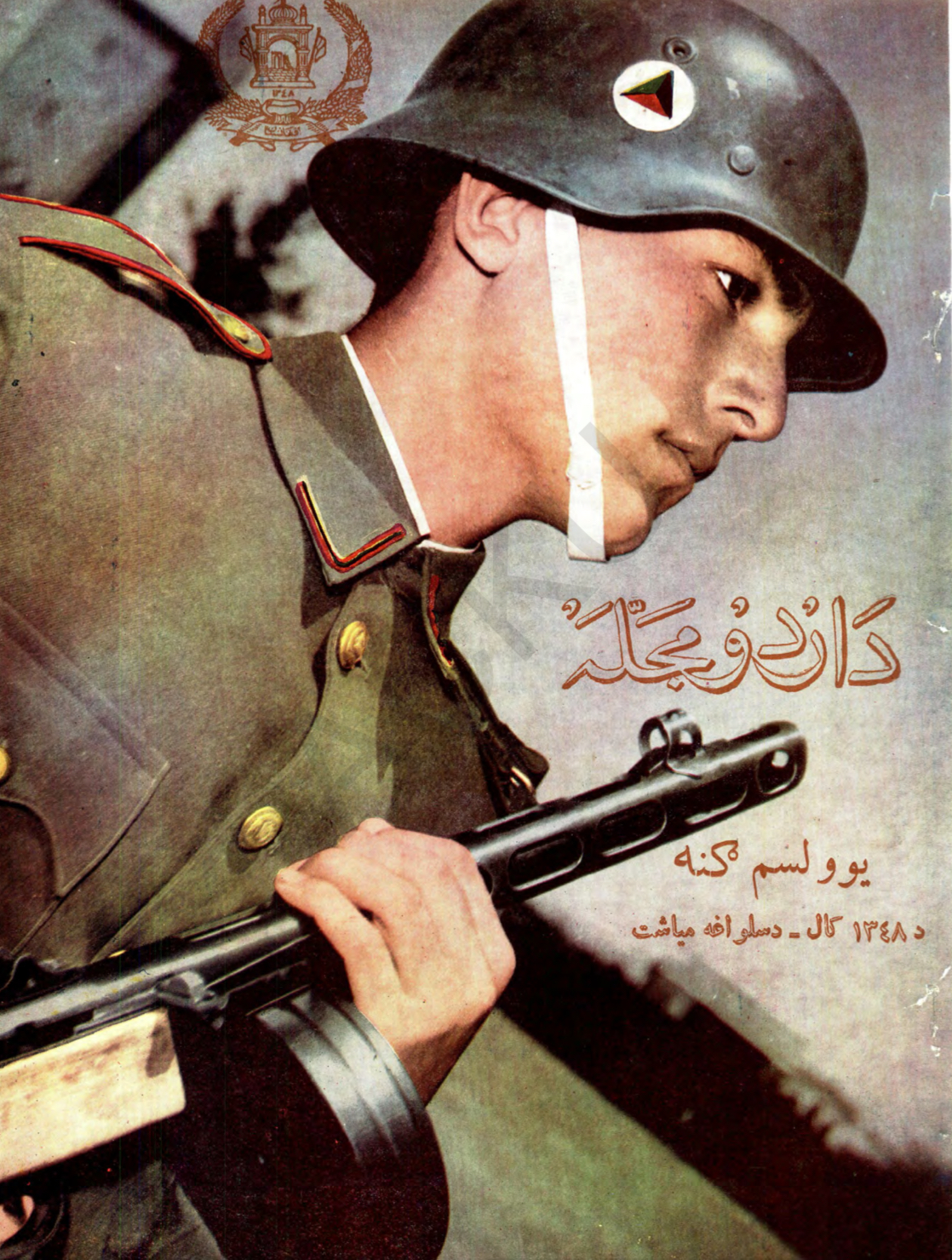
Солдат Королівської армії Афганістану позує для обкладинки журналу в 1969

У 80-х роках XX століття збройні сили Афганістану були добре технічно оснащені, проте особовий склад в переважній більшості мав слабкий морально-психологічний стан і не хотів брати участь у бойових діях. Повсюдно були поширені випадки дезертирства, перехід на бік ворога зі зброєю і технікою. Винятком були повітряні сили і з'єднання «командос» — формування, що були елітними і що комплектувалися найбільш відданими режиму військовослужбовцями.
З точки зору організаційно-штатної структури, збройні сили Афганістану складалися з трьох видів: сухопутних військ, ВПС і ППО, прикордонних військ. До воєнізованих структур відносились оперативні батальйони «царандой» — міліційні формування Міністерства внутрішніх справ і підрозділи Служби державної безпеки, які займалися контррозвідувальною роботою і охороною особливо важливих об'єктів. У 1989 році афганські збройні сили в своєму складі мали: особового складу близько 329 тис. чол. (армія — 165 тис., МВС — 97 тис. і МДБ — 57 тис. осіб), танків — 1568, бойових машин піхоти — 828, гармат і мінометів — понад 4880, бойових літаків — 126, бойових вертольотів — 14.
Після падіння режиму і нової громадянської війни 1990-х років регулярна армія розпалась. Озброєння і техніка були поділені між воюючими сторонами — Північним альянсом Массуда і Дустума з одного і загонами талібів і Ісламської партії Афганістану з іншого.

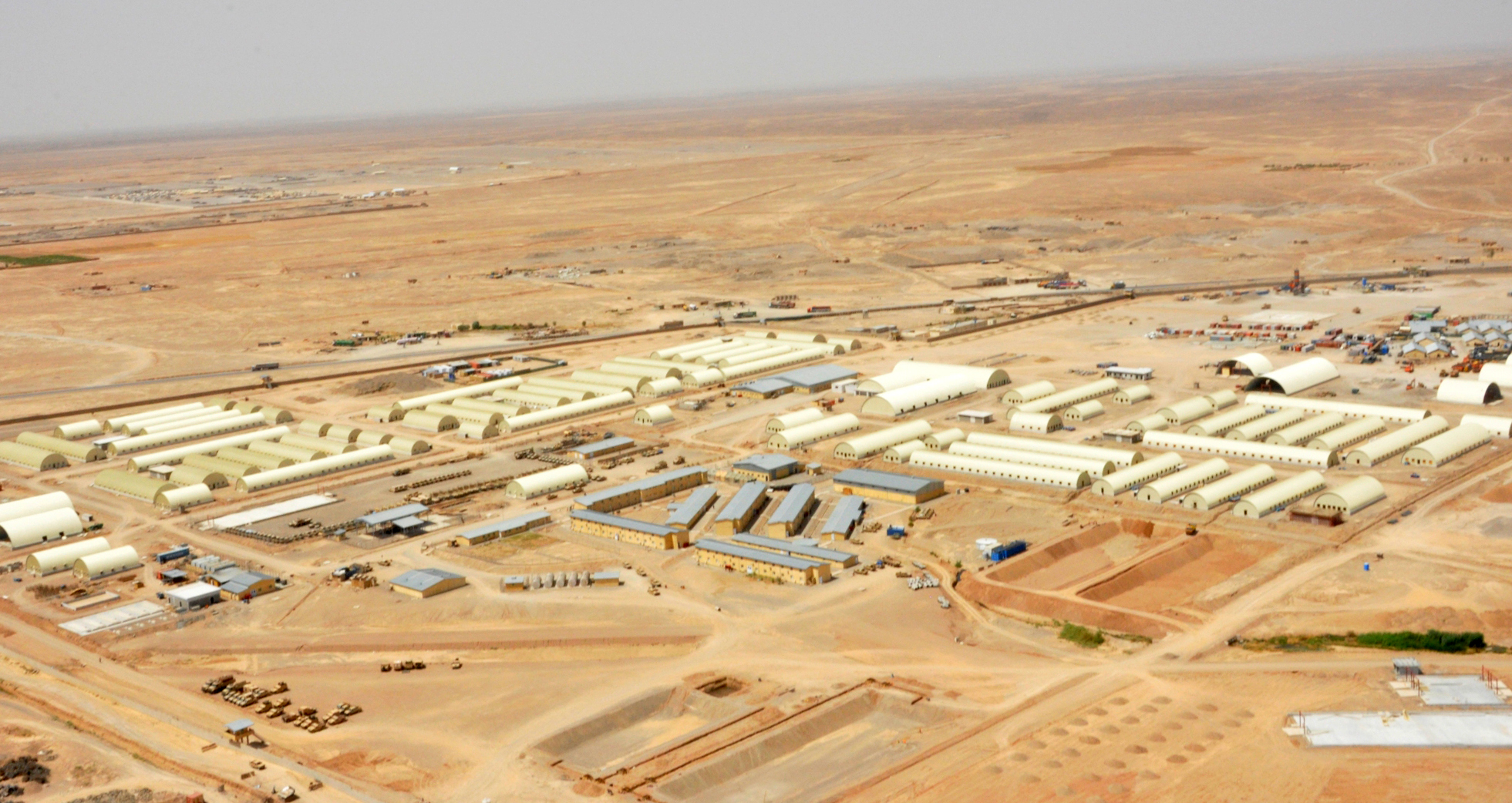
Будівництво бази АНА в Кандагарі

Майже через рік після повалення режиму талібів в грудні 2002 р глава перехідного уряду Х. Карзай видав указ «Про створення афганської національної армії». План будівництва військової організації сучасного Афганістану — Афганської національної армії (АНА) — був розроблений фахівцями НАТО на основі аналізу помилок попередніх концепцій 1950 — 60-х років і часів радянської присутності. Він включав в себе наступні напрямки:
• роззброєння всіх племінних та інших формувань;
• перехід до добровільного принципу комплектування;
• розформування ВПС як виду збройних сил і передача авіаційної техніки Повітряному корпусу АНА;
• формування п'яти армійських корпусів бригадного складу з функціями регіональних командувань: в Кабулі, Гардезі, Кандагарі, Гераті та Мазарі-Шаріфі
• створення легких піхотних підрозділів як основи наземних сил, обмежене використання важкого озброєння і техніки радянського виробництва;
• навчання особового складу за стандартами НАТО, переозброєння АНА на зброю і техніку виробництва США: штурмові гвинтівки М-16, кулемети М-240, бронетранспортери М113.

## Сучасний стан
На 2013 рік збройні сили Ісламської Республіки Афганістан нараховують близько 200 тис. осіб.

### Організаційно-штатна структура АНА
• Генеральний штаб з Начальником Генерального штабу в званні генерал-полковника на чолі;
• Командування наземних сил АНА (командувач — генерал-лейтенант), якому підпорядковані шість армійських корпусів і одна дивізія;
• Командування сил спеціальних операцій АНА (командувач — генерал-майор), до якого входять одна бригада сил спеціальних операцій,
• одна бригада «командос», шість окремих батальйонів «командос», доданих по одному кожному армійському корпусу, а також авіакрило спеціальних операцій і навчальний центр ;
• Військово-повітряні сили Афганістану (командувач — генерал-лейтенант, штаб розташований поблизу від міжнародного аеропорту Кабула), перетворені в липні 2010 р з Повітряного корпусу АНА на правах окремого виду збройних сил [10];
• Командування матеріально-технічного забезпечення, що включає в себе Центральне агентство перевезень (транспортну бригаду) і Центральні ремонтні майстерні;
• Командування набору добровольців;
• Командування бойової підготовки, а також ряд інших допоміжних формувань.

### «Командос»
Підготовка першого підрозділу афганських «командос» почалася на початку 2007 року на військовій базі «Morehead Commando Training Center» в шести милях південніше Кабула. У липні 2007 року був підготовлений перший батальйон «командос», особовий склад якого пройшов тримісячні курси підготовки за зразком рейнджерів армії США, був оснащений спорядженням американського зразка. Спочатку, для афганської армії планувалося підготувати одну бригаду «командос» (шість батальйонів), проте станом на квітень 2012 року, для афганської армії були підготовлені 8 батальйонів «командос». Надалі, заплановано збільшити чисельність «командос» до трьох бригад (15 батальйонів) «командос».

## Озброєння

### Стрілецька зброя
З початку 1970-х років армія була оснащена радянськими АКМ і АК-74 як основним стрілецьким озброєнням. Перші підрозділи сформованої Афганської національної армії і Афганської національної поліції озброювалися стрілецькою зброєю виробництва СРСР і країн Східної Європи. Пізніше, у зв'язку з переходом армії на стандарти НАТО, з 2008 року почалася поступова заміна зброї радянського зразка на зброю виробництва США і країн НАТО.

### Бронетранспортери та броньовані машини
| Модель | Фото | Тип | Кількість | Дата | Виробник | Примітки |
| ------ | ---- | --- | --------- | ---- | -------- | -------- |
| БТР-60 |      | БТР |           |      | СРСР     |          |
| БТР-80 |      | БТР |           |      | СРСР     |          |
| БРДМ-2 |      | БТР |           |      | СРСР     |          |
| БМП-1  |      | БМП |           |      | СРСР     |          |
| БМП-2  |      | БМП |           |      | СРСР     |          |
| M113   |      | БТР |           |      | США      |          |
| HMMWV  |      |     |           |      | США      |          |

### Основні бойові танки
| Модель    | Фото | Тип  | Кількість | Дата | Виробник  | Примітки                     |
| --------- | ---- | ---- | --------- | ---- | --------- | ---------------------------- |
| ПТ-76     | —    |      |           |      | СРСР      |                              |
| Т-55      |      | Танк |           |      | СРСР      |                              |
| Т-62      |      | Танк |           |      | СРСР      |                              |
| Тип 59    |      | Танк |           |      | КНР       |                              |
| Leopard 1 |      | Танк |           |      | Німеччина | Передані у 2011 році Канадою |

### Артилерія / протиповітряна оборона
| Модель                                          | Фото | Тип                 | Кількість | Дата | Виробник | Примітки |
| ----------------------------------------------- | ---- | ------------------- | --------- | ---- | -------- | -------- |
| БМ-14                                           | —    | Реактивна артилерія |           |      | СРСР     |          |
| БМ-21 Град                                      |      | Реактивна артилерія |           |      | СРСР     |          |
| ЗСУ-23-4                                        |      | ППО                 |           |      | СРСР     |          |
| ЗУ-23-2                                         |      | ППО                 |           |      | СРСР     |          |
| ЗПУ-4                                           | —    | ППО                 |           |      | СРСР     |          |
| 122-мм гаубиця Д-30                             |      | Гармата             |           |      | СРСР     |          |
| 152-мм гаубиця-гармата зразка 1937 року (МЛ-20) |      | Гармата             |           |      | СРСР     |          |
| 152-мм гаубиця зразка 1943 р. (Д-1)             |      | Гармата             |           |      | СРСР     |          |
| 122-мм гаубиця зразка 1938 года (М-30)          |      | Гармата             |           |      | СРСР     |          |
| M114 (гаубиця)                                  |      | Гармата             |           |      | США      |          |

## Допомога демократичних країн
Афганські сили безпеки знаходяться в певній залежності від іноземної економічної допомоги, оскільки уряд Афганістану не в змозі їх утримувати. З 2012 року США і Афганістан підписали угоду про стратегічне партнерство, за якою Афганістан названий «основним союзником США поза НАТО»

## Джерело
• Современная армия Афганистана
• Белов Е. Афганские силовые структуры и перспективы их развития
• Офіційний сайт